# Distritos de Rosario

Diagrama de los Distritos de Rosario.

Los distritos de la ciudad de Rosario, Santa Fe, son divisiones administrativas para descentralizar las áreas burocráticas de la municipalidad.
Rosario está dividida en seis distritos, nombrados por su ubicación geográfica, aunque normalmente la parte este de la ciudad es omitida en mapas y se suele referir a esta como zona centro. La causa de esto es un antiguo mito o "leyenda urbana" que hablaba sobre la parte este de la ciudad como una zona de mal presagio. La información estadística es del censo 2001 INDEC.

## Justificación
La Municipalidad de Rosario justifica la división de la ciudad en distritos como parte de un ambicioso programa para redistribuir las prácticas administrativas, de servicios y actividades culturales. La idea se puso en práctica por primera vez en 1997 con la apertura del Centro Municipal Villa Hortensia, bellísima e histórica mansión en el norteño barrio Alberdi. Antes, muchas actividades comerciales, administrativas y culturales de la ciudad tenían lugar en la pequeña "manzana" (área de no más de 5 km² en el microcentro, con especial énfasis en el Palacio municipal (Palacio de los Leones), lo que significaba que la gente debía trasladarse relativas largas distancias hacia un área algo congestionada, y hacer sus trámites. Llegó un momento que estaba subdimensionado el espacio físico y la capacidad del personal. Con los Distritos, se cumplió la idea de descentralizar y así romper el modelo "centro versus periferia", acercando el gobierno municipal a sus ciudadanos.

## Centros Municipales de Distrito
Los Centros Municipales de Distrito (CMD) están preparados para múltiples actividades. Cada uno tiene un Área Administrativa de Servicios -con oficinas de Atención al Vecino, Mesa General de Entradas, Catastro y Obras Particulares, Registro e Inspección, Tránsito y Tribunal de Faltas, y Finanzas-; un Área de Desarrollo Urbano -que representa a las Secretarías de Planeamiento, Obras Públicas y Servicios Públicos, incluyendo una oficina especial para el Servicio Público de la Vivienda- y otra Área de Servicios Socioculturales y de Salud. También se destacan las sucursales del Banco 
Municipal de Rosario, Registro Civil, Administración Provincial de Impuestos, Empresa Provincial de la Energía (EPE), Aguas Santafesinas S.A. (ASSA) y Litoral Gas.
No obstante su importancia a nivel local, actualmente la división en Distritos no es tenida en cuenta por el gobierno de la Provincia. Por esta razón, las jurisdicciones de los Registros Civiles y las circunscripciones electorales no coinciden con los límites distritales. Parte de los vecinos del Distrito Norte, por ejemplo, debe tramitar sus documentos de identidad en el CMD Noroeste.
En la actualidad hay seis CMD: el mencionado más arriba "Distrito Centro Antonio Berni", "Distrito Norte Villa Hortensia", "Distrito Oeste Felipe Moré", "Distrito Noroeste Olga y Leticia Cossettini", "Distrito Sur Rosa Ziperovich" y "Distrito Sudoeste Emilia Bertolé".

## Lista de Distritos, CMD

### Distrito Centro "Antonio Berni"
Población: 261 047

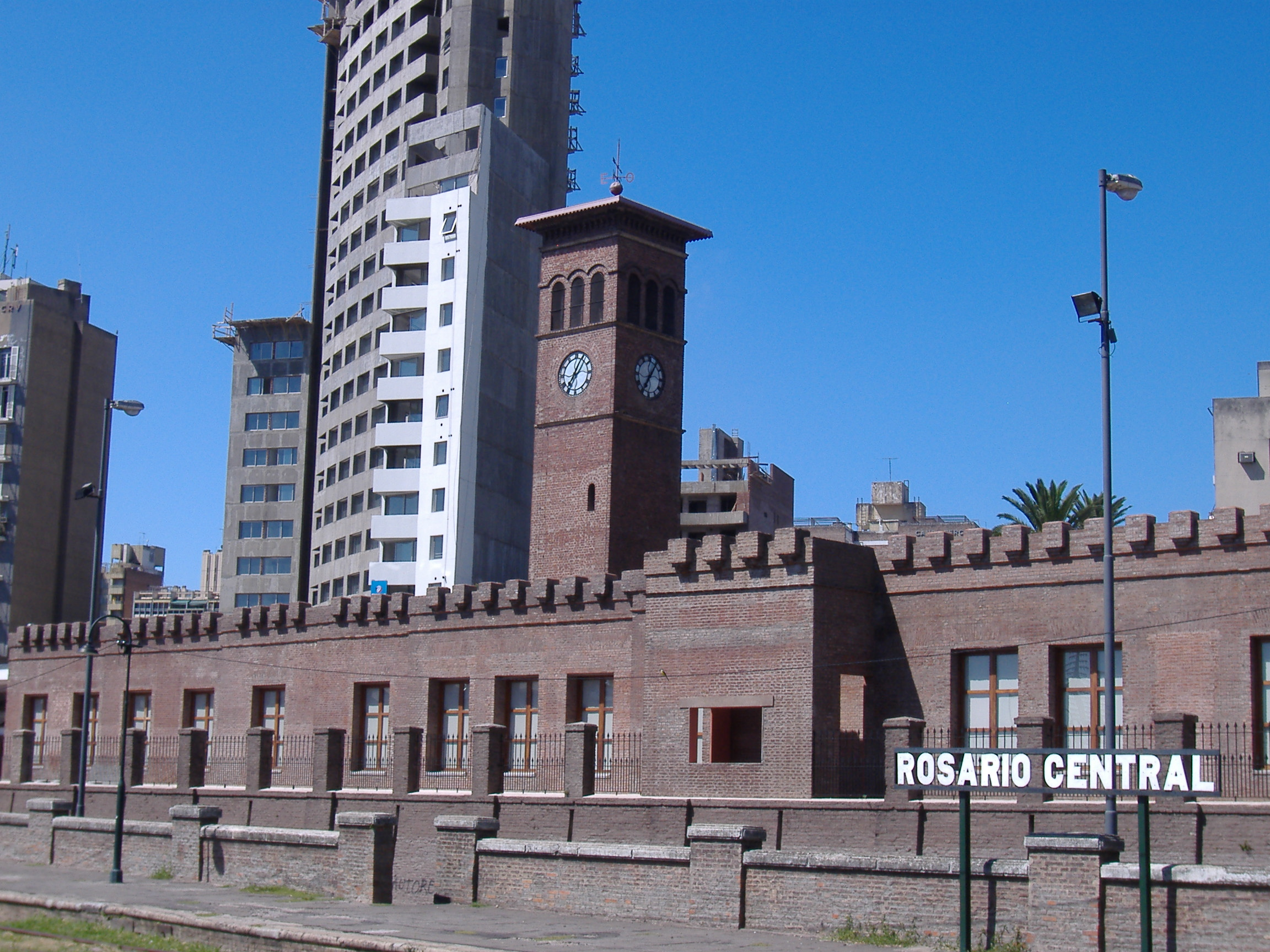
El CMDC ocupa la exestación de ferrocarriles Rosario Central.

Área: 20,37 km² (11,45% del Municipio)

Densidad: 12 815 hab/km²

Viviendas: 110 152

Ubicación del CMD: Wheelwright 1486

Arquitecto: Laureano Forero

### Distrito Norte "Villa Hortensia"
Población: 131 495

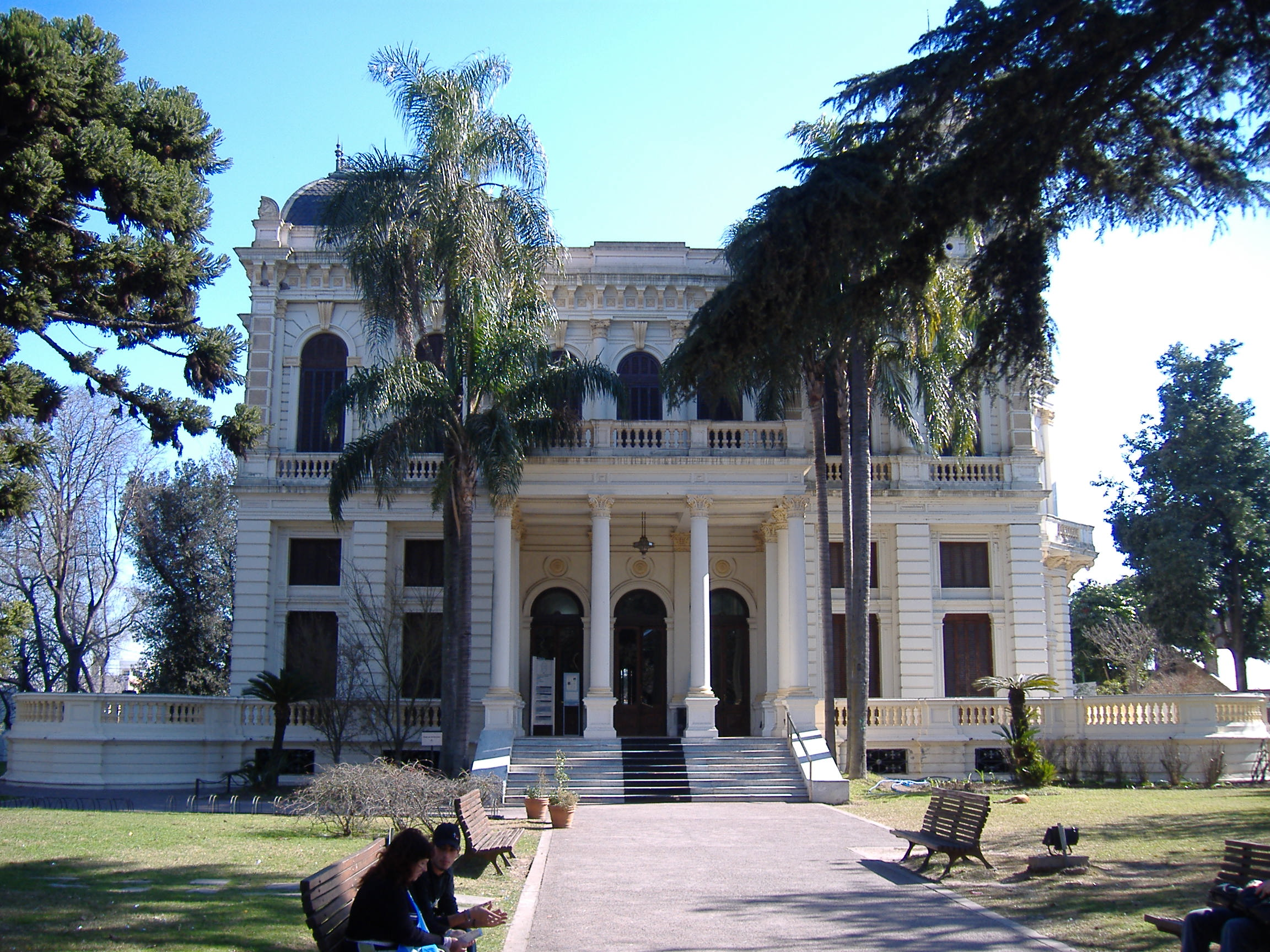
Villa Hortensia.

Área: 35,02 km² (19,6% del Municipio)

Densidad: 3 744 hab/km²

Viviendas: 40 492

Ubicación del CMD: Warnes 1917

Arquitectos: Boyd Walker - Curry (1890)

### Distrito Noroeste "Olga y Leticia Cossettini"
Población: 144 461

Área: 44,14 km² (24,7% del Municipio)

Densidad: 3 273 hab/km²

Viviendas: 41 740

Ubicación del CMD: Av. Provincias Unidas 150 bis

Arquitectos: Sebastián y Esteban Bechis, Mauro Grivarello Bernabé y Julieta Novello.

### Distrito Oeste "Felipe Moré"
Población: 200 000

Área: 40,21 km² (22,5% del Municipio)

Densidad: 2 645 hab/km²

Viviendas: 31 625

Ubicación del CMD: Av. Presidente Perón 4602

Arquitecto: Mario Corea Aiello

### Distrito Sudoeste "Emilia Bertolé"[2]
Población: 103 446

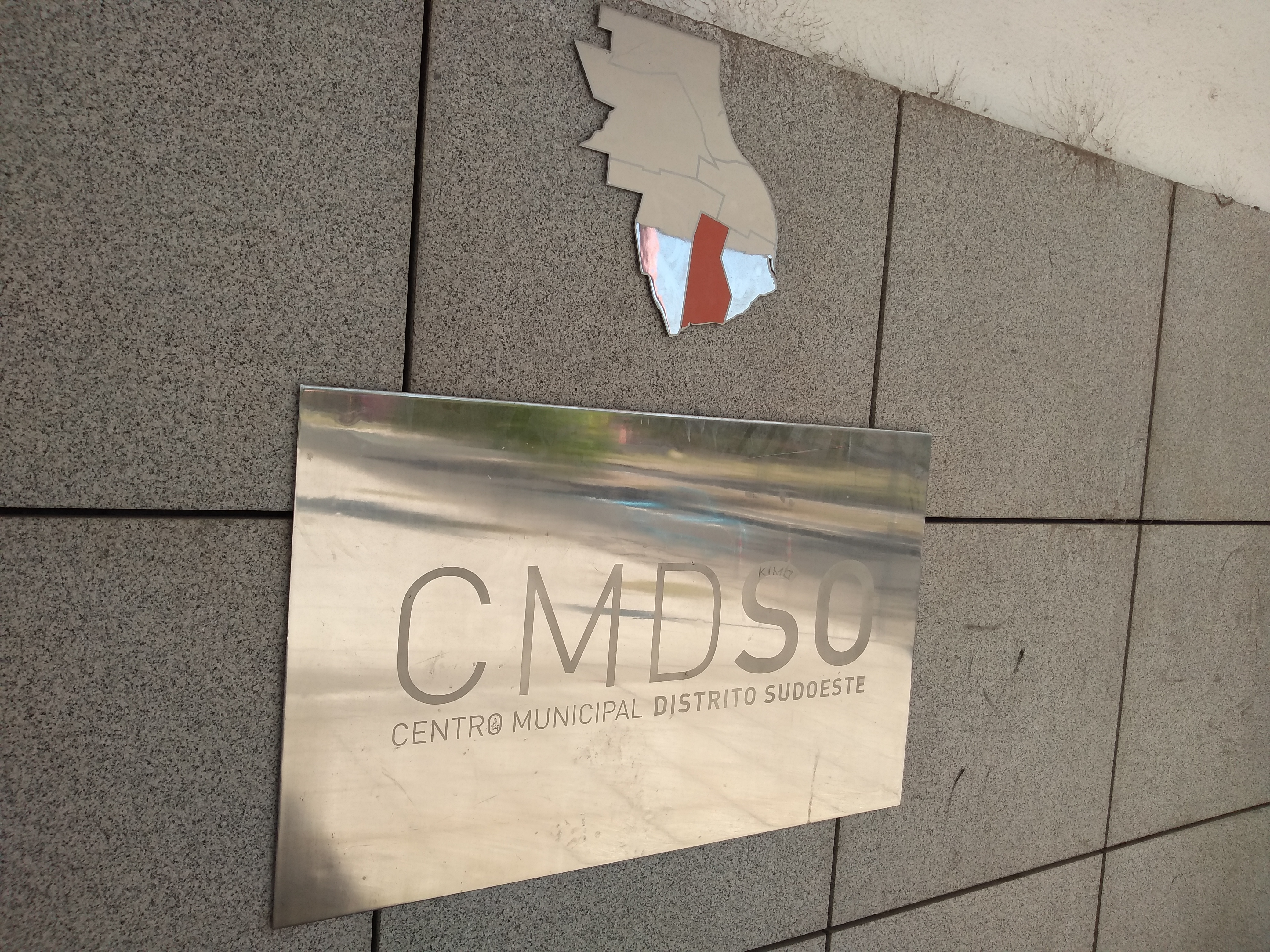
CMD Sudoeste "Emilia Bertolé"

Área: 20,19 km² (11,3% del Municipio)

Densidad: 5 123 hab/km²

Viviendas: 28 284

Ubicación del CMD: Av. Francia 4435 (esq. Av. Ing. Acevedo)

Arquitecto: César Pelli.

### Distrito Sur "Rosa Ziperovich"
Población: 160 771

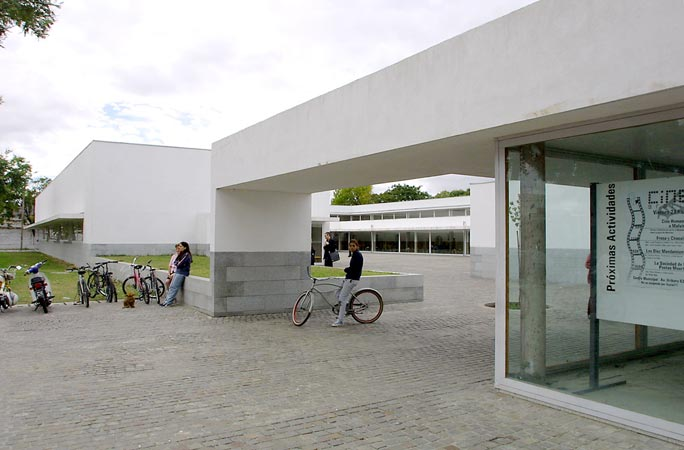
CMD Sur "Rosa Ziperovich"

Área: 18,76 km² (10,5% del Municipio)

Densidad: 8 569 hab/km²

Viviendas: 48 541

Ubicación del CMD: Av. Uriburu 637

Arquitecto: Álvaro Siza.